# Nieznani sprawcy w Polsce (eufemizm)
Nieznani sprawcy – eufemizm używany oficjalnie przez środki masowego przekazu i ironicznie przez obywateli Polskiej Rzeczypospolitej Ludowej jako określenie funkcjonariuszy Ministerstwa Bezpieczeństwa Publicznego i Służby Bezpieczeństwa lub osób działających na ich zlecenie, dokonujących aktów represji na osobach i obiektach uznawanych przez władze za wrogie. Najbardziej rozpowszechnioną formą tych represji były skrytobójstwa, pobicia, podpalenia lub dewastacja mienia.

## Polska Rzeczpospolita Ludowa
Działania „nieznanych sprawców” wobec opozycji politycznej miały miejsce niemal od początku istnienia Polski Ludowej. W latach 1944–1947 dotknęły głównie PSL-owską opozycję, a ich rezultatem było ok. 200 morderstw politycznych (wśród nich m.in. zabójstwo Władysława Kojdera) oraz podpalenia i ataki na lokale tej partii. Zabójstwa dokonywane przez „nieznanych sprawców” dotyczyły w tym okresie również żołnierzy AK, NSZ i innych członków antykomunistycznej opozycji.
Po rozbiciu legalnej opozycji instytucja „nieznanych sprawców” straciła na znaczeniu. W okresie tzw. „stabilizacji” lat 60. i 70. najgłośniejszą ofiarą „nieznanych sprawców” był student Uniwersytetu Jagiellońskiego Stanisław Pyjas, zamordowany (najprawdopodobniej) w Krakowie 7 maja 1977. 11 marca 1968 w Warszawie, przez grupę ORMO-wców został w bramie swojego domu pobity Stefan Kisielewski. W latach 80., wraz z pojawieniem się „Solidarności”, instytucja „nieznanych sprawców” odżyła, za cel swoich działań obierając księży i działaczy związkowych. Do najgłośniejszych mordów dokonanych przez „nieznanych sprawców” w tym okresie należały zabójstwa księży Niedzielaka, Zycha i Suchowolca w 1989 oraz działacza Piotra Bartoszcze w 1984 i kilkunastoletniego Emila Barchańskiego w 1982 („utopił się” w Wiśle). O wiele mniej znane pozostają do dziś liczne pobicia księży, działaczy związkowych oraz osób krytykujących oficjalną politykę rządu.
Szereg przestępstw na tle politycznym popełnionych przez „nieznanych sprawców” w latach 70. i 80. jest wiązanych przez historyków z działalnością tzw. Grupy Operacyjnej do Zadań Dezintegracyjnych – głęboko zakonspirowanej komórki operacyjnej SB, która funkcjonowała w ramach Departamentu IV MSW. Pracownikami grupy „D” byli m.in. mordercy ks. Popiełuszki.
„Nieznani sprawcy” popełniali także przestępstwa przeciwko mieniu, m.in. ukradli znajdujący się w miejscu mszy papieskiej z 1987 r. na gdańskiej Zaspie 20-tonowy głaz, upamiętniający to wydarzenie.
Większość „nieznanych sprawców” nigdy nie została ujawniona ani nie poniosła żadnej odpowiedzialności za swoje przestępcze czyny. W świetle obowiązującego obecnie (2011) w Polsce prawodawstwa (przedawnienie) najprawdopodobniej nigdy już takiej odpowiedzialności nie poniosą.

## II Rzeczpospolita
Instytucja „nieznanych sprawców” istniała także przed wojną. Była narzędziem stosowanym przez sanacyjne władze do dezorganizowania opozycji. Np. we wrześniu 1927 roku został napadnięty i pobity przez „nieznanych sprawców” pisarz Tadeusz Dołęga-Mostowicz, najprawdopodobniej za krytykę rządów Piłsudskiego.